# Främjande av flykt
Främjande av flykt är ett brott enligt 17 kapitlet 12 § brottsbalken. Man gör sig skyldig till detta brott om man hjälper den som är intagen på kriminalvårdsanstalt, häktad, anhållen eller laga frihetsberövad på något annat sätt att komma fri. Man gör sig också skyldig till främjande av flykt om man hjälper en som har flytt att hålla sig gömd eller på något annat sätt underlättar för honom eller henne att hålla sig undan.
Straffet för främjande av flykt är böter eller fängelse i högst ett år. Om brottet är grovt är straffet fängelse i lägst sex månader och högst fyra år.
- I anledning av åtal för försök till främjande av flykt uppkommer frågor om dels huruvida den så kallade försökspunkten uppnåtts (vilket besvarats jakande), dels huruvida faran för brottets fullbordande var utesluten på grund av tillfälliga omständigheter (vilket besvarats nekande), varför den misstänkta kvinnan dömdes för försök till främjande av flykt till sex månaders fängelse, därvid hänsyn togs till att hon inte fyllt 21 år när brottet begicks. Hovrättens domskäl innehåller: "Enligt 30 kap 5 § 2 st brottsbalken[3] får den som begått brott sedan han fyllt 18 men innan han fyllt 21 år dömas till fängelse endast om det med hänsyn till gärningens straffvärde eller annars finns särskilda skäl för det. Hovrätten finner att försöket att förse en man dömd för tre mord till livstids fängelse med en halvautomatisk pistol laddad med sex patroner är ett så allvarligt brott, att det föreligger särskilda skäl att döma henne till fängelse trots att hon endast var 18 år."[4]

- Åtal för medhjälp till främjande av flykt ogillat på grund av att det inte visats att den gärning som medhjälpen avsåg för medhjälparen varit i tillräcklig mån konkretiserad.[5]

## Fotnoter
1. ↑  https://lagen.nu/1962:700#K17P12
2. ↑  https://lagen.nu/1962:700#K17P12S2
3. ↑  https://lagen.nu/1962:700#K30P5S2
4. ↑  https://lagen.nu/dom/nja/1990s354
5. ↑  https://lagen.nu/dom/rh/2001:52